# دفتر مرکزی اطلاعات و عملیات فرانسه
دفتر مرکزی اطلاعات و عملیات فرانسه (به فرانسوی Bureau Central de Renseignements et d'Action) تشکلی بود که در زمان اشغال فرانسه توسط آلمان نازی، شبکه‌های مقاومت داخلی در فرانسه را با هم متحد می‌کرد. فعالیت‌های گروه مبارزان فرانسه در چهارچوب همین تشکل صورت می‌گرفت.

## تاریخچه
در ژوئیه ۱۹۴۰ بعد از شکست ارتش فرانسه، آلمان‌ها کنترل سواحل فرانسه را از اسپانیا تا بلژیک در دست خود داشتند و می‌توانستند که وارد خاک انگلستان شوند. وینستون چرچیل به دلیل نگرانی از ورود نیروهای آلمانی به خاک بریتانیا از دستگاه اطلاعاتی خواست تا یک شبکه اطلاعاتی متشکل از عناصر فرانسه آزاد را تشکیل دهند. آندره دواوین گفت سرهنگ پسی از اداره دوم این شبکه را ایجاد خواهد کرد. هدف اولیه این بود که اطلاعات مانورهای نظامی آلمانها در سواحل اقیانوس اطلس تا دریای مانش به اطلاع لندن برسد. در این شرایط ویژه بود که دفتر مرکزی اطلاعات و عملیات (BCRA) تشکیل شد.

## وظایف
دفتر مرکزی اطلاعات و عملیات(BCRA) مسؤلیت جمع‌آوری اطلاعات و عملیات مخفیانه در قسمت‌های آزاد فرانسه را به عهده داشت. این تشکل در ژوئیه سال ۱۹۴۰ توسط ژنرال دوگل تشکیل شد و در سال ۱۹۴۳ در مدیریت عمومی خدمات ویژه (DGSS) ادغام شد. در ژوئیه سال ۱۹۴۰ آندره دواوین که در جنگ موفقیت‌های زیادی را کسب کرده بود بعنوان مدیر آن منصوب شد.
بدنبال ورود متفقین در آفریقای شمالی در نوامبر سال ۱۹۴۲ و شکل گیری کمیته آزادسازی فرانسه در ژوئن ۱۹۴۳، موضوع اتحاد نیروهای مخفی فرانسه مطرح شد. بعد از اولین تلاش دفتر مرکزی اطلاعات و عملیات (BCRA) برای هماهنگی میان لندن و الجزیره در اکتبر سال ۱۹۴۳، این تشکل با اطلاعیه‌ای که ژاک سوستل مسؤل آن صادر کرد، تشکیل مدیریت عام سرویس‌های ویژه (DGSS) را اعلام نمود.